# Kreis Tost-Gleiwitz

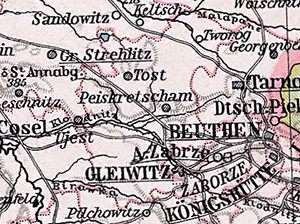
Kreis Tost-Gleiwitz, 1905

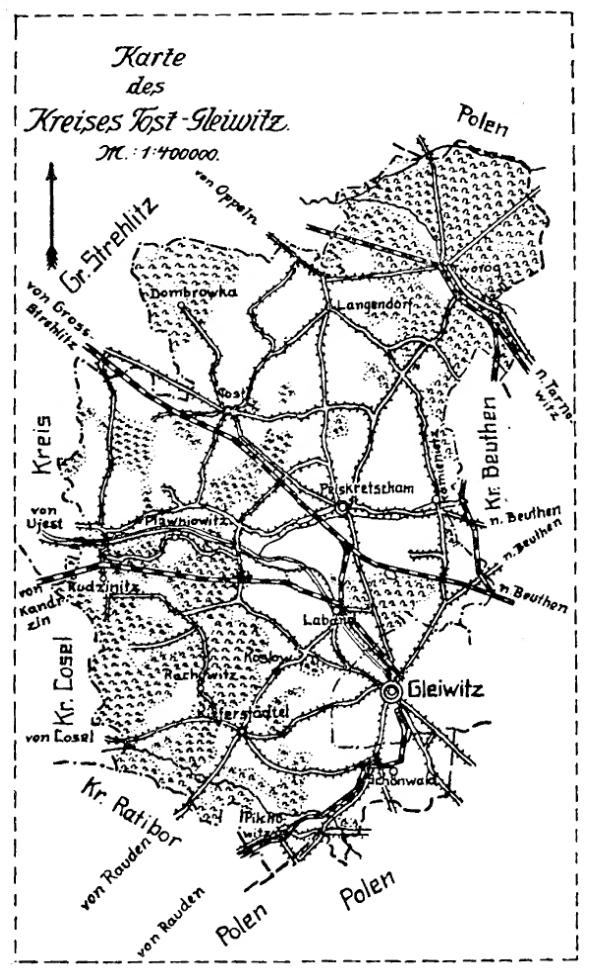
Karte des Kreises, 1929

Der Kreis Tost-Gleiwitz war ein preußischer Landkreis in Oberschlesien, der von 1743 bis 1945 bestand. Die größte Stadt war zunächst die Stadt Gleiwitz, die seit 1897 einen eigenen Stadtkreis bildete. Das ehemalige Kreisgebiet gehört heute zur polnischen Woiwodschaft Schlesien.

## Verwaltungsgeschichte

### Königreich Preußen
Nach der Eroberung des größten Teils von Schlesien wurden von König Friedrich II. 1742 in Niederschlesien und 1743 auch in Oberschlesien preußische Verwaltungsstrukturen eingeführt. Dazu gehörte die Einrichtung zweier Kriegs- und Domänenkammern in Breslau und Glogau sowie deren Gliederung in Kreise und die Einsetzung von Landräten. Die Ernennung der Landräte in den oberschlesischen Kreisen erfolgte auf einen Vorschlag des preußischen Ministers für Schlesien Ludwig Wilhelm von Münchow hin, dem Friedrich II. im Februar 1743 zustimmte.
Im Fürstentum Oppeln, einem der schlesischen Teilfürstentümer, wurden aus den alten schlesischen Weichbildern preußische Kreise gebildet, darunter auch der Kreis Tost. Als erster Landrat des Kreises Tost wurde Franz Wolfgang von Stechow eingesetzt. Der Kreis unterstand zunächst der Kriegs- und Domänenkammer Breslau und wurde im Zuge der Stein-Hardenbergischen Reformen dem Regierungsbezirk Oppeln der Provinz Schlesien zugeordnet.
Bei der Kreisreform vom 1. Januar 1818 im Regierungsbezirk Oppeln wurden die Grenzen des Kreises geändert:
- Die Stadt Ujest sowie die Dörfer Alt Ujest, Jarischau, Kaltwasser, Klutschau, Niesdrowitz wechselten aus dem Kreis Tost in den Kreis Groß Strehlitz.
- Die Dörfer Alt Cosel, Birawa, Brzezetz, Goschütz, Kandrzin, Klein Althammer, Lenartowitz, Libischau, Lichinia, Medar und Blechhammer, Miesce, Ortowitz, Pogorzeletz, Sackenhoym und Slawentzitz wechselten aus dem Kreis Tost in den Kreis Cosel.
- Der Flecken Broslawitz, die Dörfer Groß Wilkowitz, Grzibowitz, Kempczowitz, Konary, Niedar, Nierada, Wieschowa sowie die Kolonien Georgendorf, Glinitz, Larischhof, Marienau und Philippsdorf wechselten aus dem Kreis Tost in den Kreis Beuthen.
- Die Dörfer Knurow, Kriewald, Nieborowitz, Nieborowitzer Hammer, Niederdorf, Ober Wilcza, Pilchowitz, Sczyglowitz, Ungerschütz und Wielepole-Pilchowitz wechselten aus dem Kreis Tost in den neugebildeten Kreis Rybnik.

Das Landratsamt war von 1841 bis 1869 auf Gut Kamienietz, später in der Stadt Gleiwitz. Seit den 1820er Jahren setzte sich der Name Tost-Gleiwitz für den Kreis durch.

### Norddeutscher Bund/Deutsches Reich
Seit dem 1. Juli 1867 gehörte der Kreis zum Norddeutschen Bund und seit dem 1. Januar 1871 zum Deutschen Reich. Am 1. April 1897 schied die Stadt Gleiwitz einschließlich der zuvor eingegliederten Landgemeinden Trynnek und Petersdorf aus dem Kreis Tost-Gleiwitz aus und bildete fortan einen eigenen Stadtkreis.
Zum 8. November 1919 wurde die Provinz Schlesien aufgelöst und aus dem Regierungsbezirk Oppeln die neue Provinz Oberschlesien gebildet.
Obwohl eine Mehrheit von 27.198 (57,5 %) zu 20.098 (42,5 %) Stimmen am 20. März 1921 der im Rahmen des Versailler Vertrags durchgeführten Volksabstimmung in Oberschlesien für den Anschluss an Polen votierte, verblieb der Kreis Tost-Gleiwitz fast vollständig beim Deutschen Reich. Lediglich die drei Landgemeinden Gieraltowitz, Mikoleska und Preiswitz fielen an Polen.
Zum 1. Januar 1927 erfolgten weitere Veränderungen der Kreisgrenze:
- Die Landgemeinden Ellguth-Zabrze, Richtersdorf und Zernik wurden nach Gleiwitz eingemeindet.
- Die Landgemeinden und Gutsbezirke Nieborowitz, Nieborowitzer Hammer, Niederdorf, Pilchowitz und Wielepole-Pilchowitz wechselten aus dem aufgelösten Restkreis Rybnik in den Kreis Tost-Gleiwitz.

Ende der 1920er Jahre trat im Kreis Tost-Gleiwitz wie im übrigen Freistaat Preußen eine Gebietsreform in Kraft, bei der alle Gutsbezirke aufgelöst und benachbarten Landgemeinden zugeteilt wurden. Am 1. April 1938 wurden die preußischen Provinzen Niederschlesien und Oberschlesien zur neuen Provinz Schlesien zusammengeschlossen.
Nach der am 26. Oktober 1939 erfolgten Annektierung polnischer Gebiete wurde der Kreis Tost-Gleiwitz in den neuen Regierungsbezirk Kattowitz umgegliedert. Zum 18. Januar 1941 wurde die Provinz Schlesien erneut aufgelöst und aus den Regierungsbezirken Kattowitz und Oppeln die neue Provinz Oberschlesien gebildet.
Im Frühjahr 1945 wurde das Kreisgebiet von der Roten Armee besetzt. Im Sommer 1945 wurde das Kreisgebiet von der sowjetischen Besatzungsmacht gemäß dem Potsdamer Abkommen unter polnische Verwaltung gestellt. Im Kreisgebiet begann daraufhin der Zuzug polnischer Zivilisten, die zum Teil aus den an die Sowjetunion gefallenen Gebieten östlich der Curzon-Linie kamen. In der Folgezeit wurde die deutsche Bevölkerung größtenteils aus dem Kreisgebiet vertrieben.
Der Kreis wurde zum Powiat Gliwicki. Seine Grenzen wurden bis zu seiner Auflösung im Jahre 1975 beibehalten. Das heutige Kreisgebiet ist daher nicht mehr mit dem alten vergleichbar. So wurden in den neuen Kreis auch Teile des früheren Kreises Rybnik eingegliedert.

## Einwohnerentwicklung
| Jahr | Einwohner | Quelle |
| ---- | --------- | ------ |
| 1795 | 44.701    | [ 8 ]  |
| 1819 | 33.565    | [ 9 ]  |
| 1846 | 64.655    | [ 10 ] |
| 1871 | 84.329    | [ 11 ] |
| 1885 | 95.654    | [ 12 ] |
|      |           |        |
| 1900 | 73.944    | [ 13 ] |
| 1910 | 80.515    | [ 13 ] |
| 1925 | 78.516    | [ 14 ] |
| 1939 | 94.407    | [ 14 ] |

Bei der Volkszählung von 1910 bezeichneten sich 76 % der Einwohner des Kreises Tost-Gleiwitz als rein polnischsprachig und 20 % als rein deutschsprachig. 97 % der Einwohner waren 1910 katholisch und 2 % evangelisch.

## Landräte
1743–174700Franz Wolfgang von Stechow
1747–175800Carl Friedrich von Bludowsky
1759–178700Ernst Silvius von Sack
1797–180600Gustav von Larisch
0000–182300Johann Rudolf von Zawadsky
1823–183200Max von Brettin
1832–183500von Jarotzky (kommissarisch)
1835–184100von Gröling
18410000000Sack (kommissarisch)
1841–185000Carl von Strachwitz
18500000000von Welczek (kommissarisch)
18500000000von Gronefeld (kommissarisch)
1850–187000von Strachwitz
1870–188400Arthur von Strachwitz (1833–1895)
1885–189100Friedrich von Moltke
1891–190500Paul von Schroeter (1859–1907)
1905–192200Gustav von Stumpfeld
1922–193300Kurt Harbig
1933–193400Hans Graf von Matuschka (1885–1968) (kommissarisch)
1934–194500Erich Heidtmann (* 1880)

## Kommunalverfassung
Der Kreis Tost-Gleiwitz gliederte sich seit dem 19. Jahrhundert in die Städte Gleiwitz (bis 1897), Kieferstädtel, Peiskretscham und Tost, in Landgemeinden und in Gutsbezirke. Mit Einführung des preußischen Gemeindeverfassungsgesetzes vom 15. Dezember 1933 sowie der Deutschen Gemeindeordnung vom 30. Januar 1935 wurde zum 1. April 1935 das Führerprinzip auf Gemeindeebene durchgesetzt. Eine neue Kreisverfassung wurde nicht mehr geschaffen; es galt weiterhin die Kreisordnung für die Provinzen Ost- und Westpreußen, Brandenburg, Pommern, Schlesien und Sachsen vom 19. März 1881.

## Verwaltungsstruktur

### Amtsbezirke
Der Kreis war um 1928 in die Amtsbezirke Althammer, Bitschin, Brynnek, Kamienietz, Groß Kottulin, Laband, Langendorf, Lubie, Ostroppa, Pilchowitz, Plawniowitz, Rudzinitz, Schakanau, Schieroth, Schloss Kieferstädtel, Schloss Tost, Schönwald, Schwieben und Tworog gegliedert.

### Gemeinden
Der Kreis Tost-Gleiwitz umfasste 1929 drei Städte und 92 Landgemeinden:
| - Alt Gleiwitz - Althammer - Bitschin - Blaschowitz - Boguschütz - Boitschow - Boniowitz - Brynnek - Brzezinka - Chechlau - Chorinskowitz - Ciochowitz - Deutsch Zernitz - Dombrowka - Ellguth-Gröling - Ellguth-Tost - Giegowitz - Groß Kottulin - Groß Patschin - Groß Schierakowitz - Hanussek - Jaschkowitz - Jasten - Kamienietz | - Karchowitz - Kieferstädtel, Stadt - Kieleschka - Klein Kottulin - Klein Patschin - Klein Pluschnitz - Klein Schierakowitz - Klein Wilkowitz - Klüschau - Koppinitz - Koslow - Kottenlust - Kottlischowitz - Laband - Langendorf - Laskarzowka - Latscha - Leboschowitz - Lohnia - Lona-Lany - Lubek - Lubie - Nieborowitz - Nieborowitzer Hammer | - Niekarm - Niewiesche - Ostroppa - Ottmuchow - Pawlowitz - Peiskretscham, Stadt - Pilchowitz - Pissarzowitz - Plawniowitz - Pniow - Pohlom - Ponischowitz - Potempa - Preschlebie - Proboschowitz - Quarghammer - Rachowitz - Radun, Dorf - Radun, Kolonie - Retzitz - Rudnau - Rudzinitz - Sacharsowitz - Sarnau | - Schakanau - Schalscha - Scharkow - Schechowitz - Schieroth - Schönwald - Schwieben - Schwientoschowitz - Schwinowitz - Sersno - Skaal - Slupsko - Smolnitz - Städtisch Lonczek - Tattischau - Tost, Stadt - Tworog - Wischnitz - Woiska - Wydow - Xiondslas - Zawada - Ziemientzitz |

Eingemeindungen bis 1939
| - Adelenhof (Koppinitz), am 1. April 1939 zu Hohenlieben - Ellguth-Zabrze, am 1. Januar 1927 zu Gleiwitz - Groß Schierakowitz, am 1. Januar 1931 zu Schierakowitz - Klein Schierakowitz, am 1. Januar 1931 zu Schierakowitz - Koslow I und II, vor 1908 zu Koslow - Koslow III, vor 1908 zu Koslow - Neudorf-Tworog, am 30. September 1928 zu Tworog - Niederdorf, am 1. Oktober 1930 zu Pilchowitz - Niepaschütz, am 17. Oktober 1928 zu Laband - Oratsche, am 1. April 1926 zu Tost - Ottmuchow, am 1. Januar 1931 zu Potemba - Petersdorf, am 1. April 1897 zu Gleiwitz | - Pohlsdorf, am 17. Oktober 1928 zu Kieferstädtel - Richtersdorf, am 1. Januar 1927 zu Gleiwitz - Rodlingen, am 1. April 1938 zu Rodenau - Sabinka, vor 1900 zu Schieroth - Schmiedingen, am 1. April 1939 zu Kieferstädtel - Trynnek, am 1. April 1897 zu Gleiwitz - Waldenau (Pschyschowka), am 17. Oktober 1928 zu Laband - Wessolla, vor 1900 zu Kottenlust - Wieselheim (Laskarzowka), am 1. April 1939 zu Braunbach - Zdzierdz, vor 1908 zu Retzitz - Zedlitz, am 1. August 1924 zu Ostroppa - Zernik, am 1. Januar 1927 zu Gleiwitz |

### Gutsbezirke
Im Kreis Tost-Gleiwitz bestanden bis 1928 die folgenden Gutsbezirke:
| - Althammer - Bitschin - Blaschowitz - Boniowitz - Boitschow - Brynnek-Siemianowitz - Brzezinka - Chechlau - Ciochowitz - Dombrowka - Ellguth von Gröling - Ellguth-Tost - Alt Gleiwitz - Hanussek - Jaschkowitz - Jasten - Kamienietz - Karchowitz - Schloss Kieferstädtel - Klüschau - Koppenfeld - Koppinitz | - Kottenlust - Kottlischowitz - Groß Kottulin - Koslow - Laband - Langendorf - Laskarzowka - Latscha - Leboschowitz - Lona-Lany - Lohnia - Lubek - Nieder-Lubie - Ober-Lubie - Nieborowitzer Hammer - Nieborowitz - Niekarm - Niepaschütz - Niewische - Groß Patschin - Klein Patschin - Pawlowitz | - Pissarzowitz - Plawniowitz - Pilchowitz - Klein Pluschnitz - Pniow - Pohlom - Pohlsdorf - Ponischowitz - Potempa - Preschlebie - Proboschowitz - Rachowitz - Radun - Retzitz - Rudnau - Rudzinitz - Sacharsowitz - Sarnau - Schakanau - Schalscha - Scharkow - Schechowitz | - Groß Schierakowitz - Klein Schierakowitz - Schieroth - Schwieben - Schwienowitz - Nieder-Sersno - Ober-Sersno - Skaal - Slupsko - Smolnitz - Tatischau - Schloss Tost - Tworog - Waldenau - Klein Wilkowitz - Wischnitz - Wielepole-Pilchowitz - Wydow - Xiondslas - Zawada - Ziemientzitz |

## Ortsnamen
Im Jahre 1936 fanden im Kreis Tost-Gleiwitz umfangreiche Änderungen und Eindeutschungen von Ortsnamen statt:
| - Bitschin → Fichtenrode - Blaschowitz → Burgfels - Boguschütz → Gottschütz - Boitschow → Lärchenhag - Boniowitz → Wohlingen - Brynnek → Brunneck - Brzezinka → Birkenau O.S. - Chechlau → Strahlheim - Chorinskowitz → Schmiedingen - Ciochowitz → Stillenort - Deutsch Zernitz → Haselgrund - Dombrowka → Steineich - Giegowitz → Steinrück - Groß Kottulin → Rodenau O.S. - Groß Patschin → Hartlingen - Hanussek → Stollenwasser - Jaschkowitz → Hirtweiler - Kamienietz → Dramastein - Karchowitz → Gutenquell - Kieleschka → Kellhausen - Klein Kottulin → Rodlingen - Klein Patschin → Ellerbrück - Klein Pluschnitz → Reichenhöh - Klein Wilkowitz → Wölfingen - Koppinitz → Adelenhof - Koslow → Lindenhain O.S. | - Kottlischowitz → Keßlern - Laskarzowka → Wieselheim - Latscha → Föhrengrund - Leboschowitz → Kleingarben - Lohnia → Hubenland - Lona-Lany → Wieshuben - Lubek → Borkental - Lubie → Hohenlieben - Nieborowitz → Neubersdorf - Nieborowitzer Hammer → Neubersteich - Niekarm → Dürrwalde - Niewiesche → Grünwiese O.S. - Ostroppa → Stroppendorf - Pawlowitz → Paulshofen - Pilchowitz → Bilchengrund - Pissarzowitz → Schreibersort - Plawniowitz → Flößingen - Pniow → Schrotkirch - Pohlom → Ostwalde - Ponischowitz → Muldenau O.S. - Potempa → Wüstenrode - Preschlebie → Sandwiesen - Proboschowitz → Probstfelde - Pschyschowka → Waldenau - Rachowitz → Buchenlust - Radun → Dreitannen | - Radun, Dorf → Zwieborn - Retzitz → Rettbach - Rudnau → Braunbach - Rudzinitz → Rudgershagen - Sacharsowitz → Maiwald - Schalscha → Kressengrund - Scharkow → Sandhuben - Schechowitz → Böhmswalde - Schierakowitz → Graumannsdorf - Schieroth → Schönrode - Schwientoschowitz → Einhof - Schwinowitz → Ebersheide - Sersno → Stauwerder - Skaal → Webern O.S. - Slupsko → Solmsdorf - Smolnitz → Eichenkamp - Städtisch Lonczek → Moorwies - Tattischau → Vatershausen - Tworog → Horneck - Wischnitz → Kirschen - Woiska → Hubertsgrund - Wydow → Widdenau - Xiondslas → Herzogshain - Zawada → Bachweiler - Ziemientzitz → Ackerfelde O.S. |

## Persönlichkeiten
- Franz Graf Ballestrem, Majoratsherr auf Plawniowitz und Ruda, Reichstagspräsident, Zentrumspolitiker;
- Karl Godulla, Industrieller, „Zink-König“
- Georg von Giesche, Kaufmann und Industrieller